# 鄭諒
鄭諒（1436年—？），字廷察，廣東潮州府海陽縣人，民籍。明朝政治人物。進士出身。

## 生平
廣東鄉試第七十三名。成化五年（1469年）乙丑科會試第一百七十三名，殿試登進士第三甲第六十三名，授戶部郎中。
曾祖父鄭宗禮。祖父鄭瑛。父亲鄭可由。